# Mikus Sándor

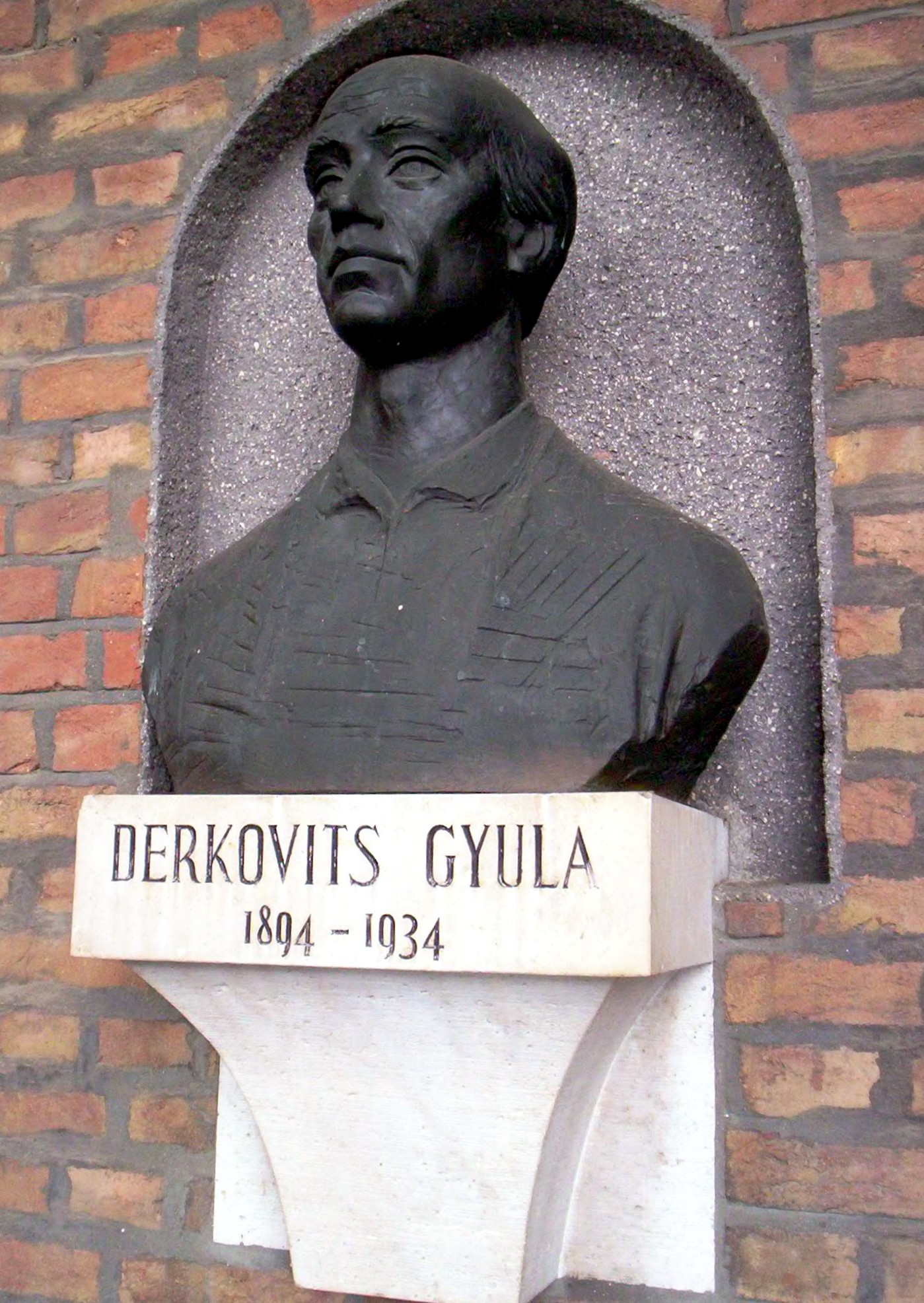
Derkovits Gyula szobra.

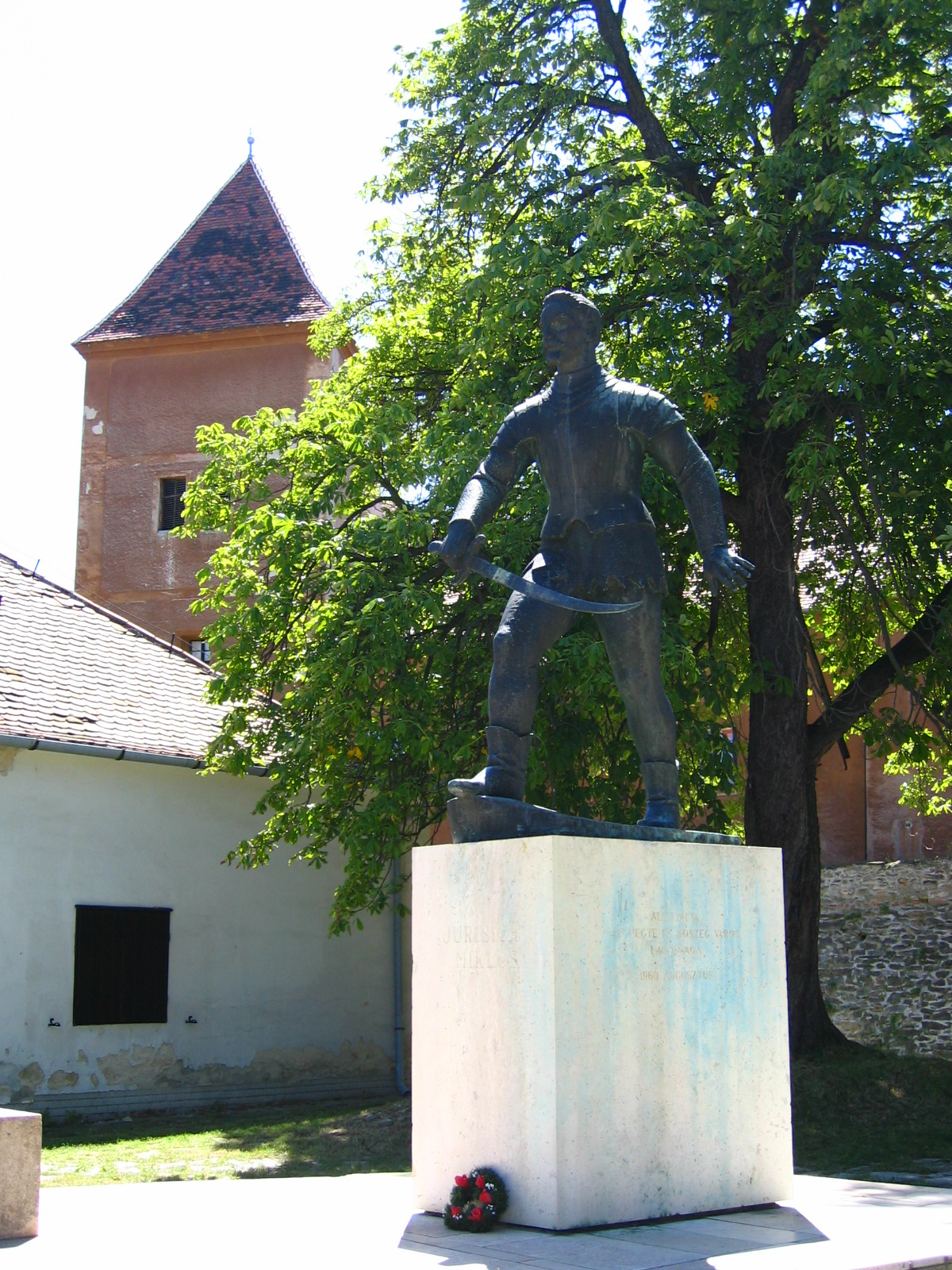
Jurisics Miklós szobra Kőszegen.

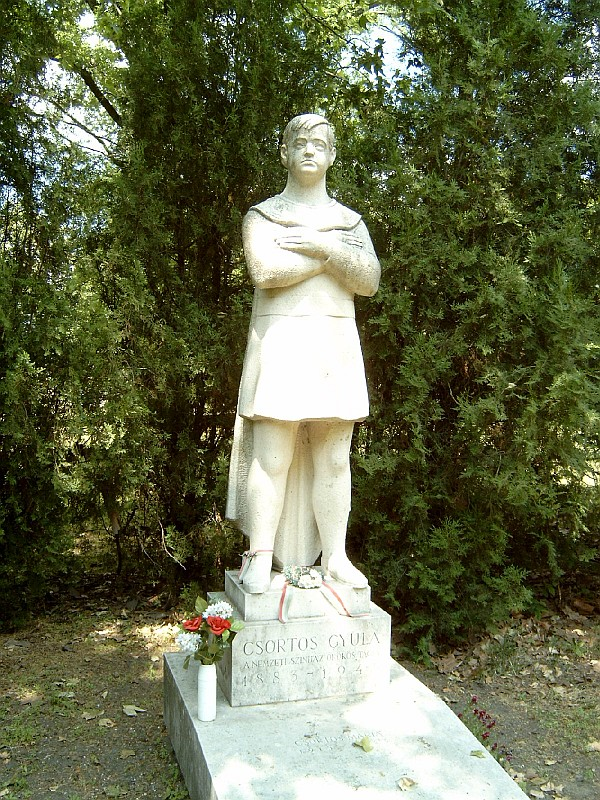
Csortos Gyula sírja a Kerepesi temetőben. Mikus Sándor alkotása.

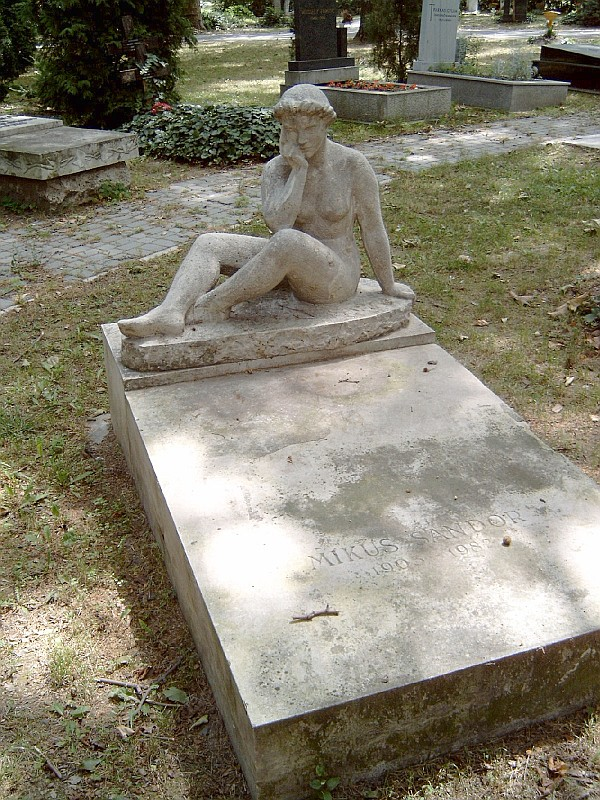
Mikus Sándor sírja Budapesten. A síremlék a művész saját műve. Kerepesi temető: 42/1.

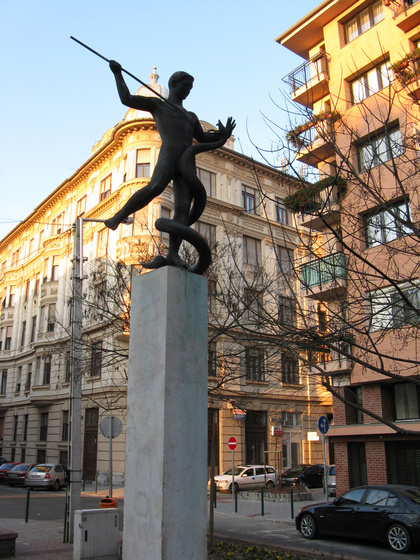
Rózsa Ferenc emlékkút a budapesti VII. ker. Szenes Hanna parkban.

Mikus Sándor (Sződ, 1903. augusztus 11. – Budapest, 1982. szeptember 17.) Kossuth-díjas magyar szobrászművész, pedagógus.

## Pályafutása
Autodidaktaként rajzolt és mintázott portrékat, karikatúrái már korán elárulták művészi adottságait. Egy Lehel úti szabadiskolában ismerkedett meg a szobrászattal. 1924-1927-ig az Újpesti Egyesült Izzóban műszerészként dolgozott. Pfeifer Ignác műegyetemi tanár, az Izzó kutatómérnöke Öreganyám c. portréját megvásárolta, s ekkor Bernáth Aurél és Pátzay Pál biztatására Olaszországba utazott hat hónapos tanulmányútra. Rövidebb megszakítással 1930-ig élt itt, előbb Firenzében, majd Rómában, ahol Pátzay Pál műtermében dolgozott. 1930-tól a gyár ösztöndíjasa volt. Már ugyanebben az évben kiállított a velencei biennálén.
Első gyűjteményes kiállítását 1932-ben az Ernst Múzeumban rendezte meg. Az 1937. évi párizsi világkiállításon két aranyérmet nyert, bár műveit a párizsi magyar pavilon építésze, Györgyi Dénes, s nem a hivatalos szervek mutatták be. 1941-ben a Tamás Galériában állította ki újabb, az emberi test plasztikájának lényeges elemeit hangsúlyozó bronz kisplasztikáit (Mosakodó, Fésülködő, Mezítlábas nő) és érmeit. A Fésülködő nő c. szobra a New York-i világkiállításon is szerepelt.
1946-tól a budapesti Százados úti művésztelepen dolgozott. 1946-49-ben Csepelen a munkás művészeti kör vezetője lett. Ebben az évben négy szobrászati pályázat első helyezettje volt. 1949-ben állították fel Ózdon Petőfi-szobrát. 1949-től 1975-ig a Magyar Képzőművészeti Főiskola tanára, 1958 és 1961 között a Magyar Képzőművészeti Főiskola elnöke volt.
1950-ben pályázat útján ő készítette el a Sztálin emlékművet, amelyet az 1956-os forradalom és szabadságharc idején ledöntöttek.
Számos köztéri alkotásra is kapott megbízást, amelyeknél többnyire korábbi kisplasztikai kompozícióit használta fel. Pl. a várpalotai Táncoló leánykák c. szobrához, melyet 1959-ben állítottak fel, egy 1942-es munkáját formálta meg nagy léptékben, a Szoptató anya című 1960. évi velencei biennálén szereplő szoborhoz pedig az 1940-es az Anyaság c. munkáját nagyította fel. Az 1930-as években készült Fésülködő nő című kisplasztikáját szintén 2 méteresre nagyítva Kalocsán állították fel 1965-ben. Anya c. szobrát 1970-ben a Tungsram-lakótelepnek ajándékozta.
Műveinek egy része a Magyar Nemzeti Galériában, a debreceni Déri Múzeumban, a Fővárosi Képtárban, Moszkvában, Bécsben, Angliában, Mexikóban található.

## Díjai, kitüntetései
- Szinyei Társaság szobrászati díja (1933)
- Diplôme d'Honneur és Grand Prix – Párizsi Világkiállítás (1937)
- Kossuth-díj (1949, 1952)
- Érdemes művész (1952)
- Kiváló művész (1959)
- SZOT-díj (1977)
- Munka Érdemrend arany fokozata (1978)
- Szocialista Magyarországért Érdemrend (1978)

## Társulati tagságai
- Munkácsy Céh tagja
- Rippl-Rónai Társaság tagja
- Képzőművészek Új Társaságának (KÚT) tagja
- Magyar Képzőművészek Egyesületének tagja.
- 1938 – Új Művészek Egyesületének alelnöke
- 1949 – Képző- és Iparművészek Szövetségének alapító tagja
- 1957-1962 – a Képző- és Iparművészek Szövetségének elnöke volt.

## Kiállításai

### Egyéni kiállítások
- 1932 – Ernst Múzeum, Budapest
- 1938 – Ernst Múzeum, Budapest
- 1941 – Tamás Galéria, Budapest
- 1942 – Tücsök Irodalmi és Művészeti Szövetkezet
- 1942 – Nemzeti Szalon, Budapest
- 1952 – Balatoni Múzeum, Keszthely
- 1961 – Műcsarnok, Budapest (gyűjteményes)
- 1962 – Keszthely (gyűjteményes)
- 1963 – Móra Ferenc Múzeum, Szeged (gyűjteményes)
- 1964 – Kuny Domokos Múzeum, Tata (gyűjteményes)
- 1966 – Athén
- 1969 – Újdelhi – Kalkutta
- 1974 – Budapesti Történeti Múzeum, Budapest
- 1975 – Magyar Nemzeti Galéria, Budapest
- 1976 – Egyesült Izzó
- 1977 – Csili Művelődési Központ, Budapest
- 1984 – Budapest Galéria (Lajos utca), Budapest (emlékkiállítás).

### Válogatott, csoportos kiállítások
- 1930 – XV. velencei biennálé, Velence
- 1932 – Ernst Múzeum, Budapest
- 1933 – Fiatal Művészek Kiállítása, Műcsarnok, Budapest
- 1937 – Világkiállítás, Párizs
- 1939 –Új szerzemények, Fővárosi Képtár, Budapest
- 1940 – Új Magyar Művészek Egyesülete
- 1942 – Nemzeti Szalon, Budapest
- 1948 – Közösségi művészet felé, Magyar Képzőművészek Szabadszakszervezete
- 1958 – XXIX. velencei biennále, Velence
- 1960 – XXX. velencei biennále, Velence.

## Művei
Műveiben, figuráiban az ember mindennapi tevékenységét, élethelyzeteit, megszokott mozdulatait a klasszikus szobrászati hagyományok felhasználásával fejezte ki. Az 1940-es évek végéig kisplasztikákat és érmeket, majd pályája második szakaszában megrendelésre készült monumentális együtteseket alkotott. Egy-egy témát kompozíciók sorozatával bontott ki. A klasszikus szobrászat eszményeivel áthatott művészetét harmonikus komponálásmód, összefogott arányok, puha, sima felületek jellemzik. Kizárólag az emberi alak megmintázásával, bronzba öntésével, kőbe faragásával foglalkozott. Munkásságának kiemelkedő sorozatai a portrék és a női aktábrázolások, a szűkszavú, dekoratív motívumvilágra redukált érmek.
Emberalakjai nyugalmat, erőt és időtlenséget sugallnak.

### Köztéri művei

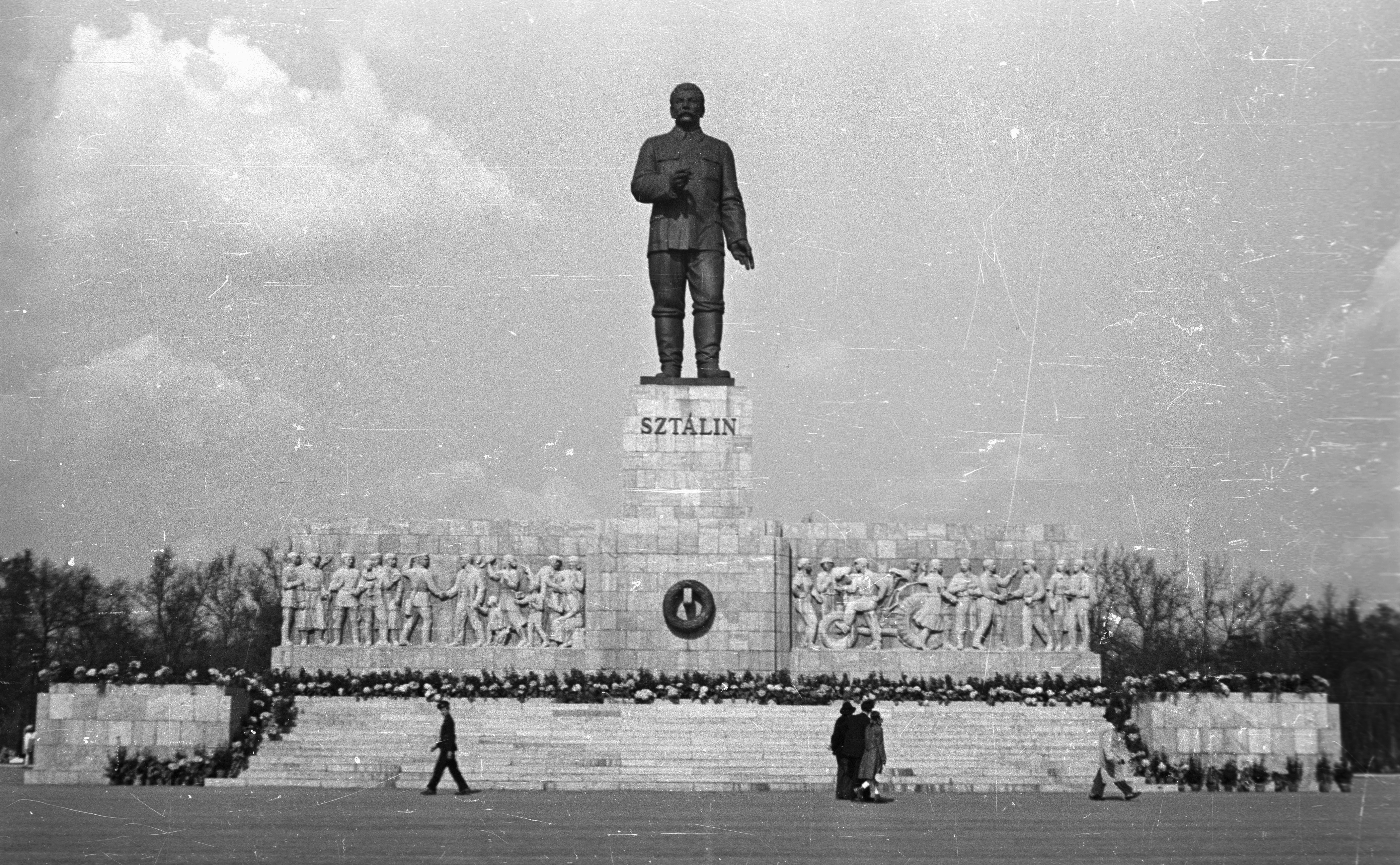
Sztálin (1951, Budapest)

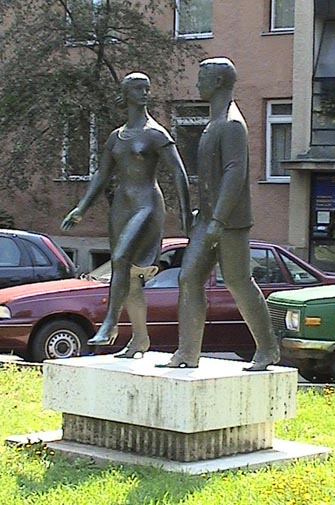
Fiatalok (Miskolc, Kilián-déli városrész, Gagarin utca)

- Petőfi-szobor (mészkő, 1949, Ózd) 1949. március 15-én avatták fel.)
- Petőfi-mellszobor (mészkő, 1949, Csepel, lebontották)
- Guszev kapitány (domborműves emléktábla, kő, 1949, Budapest, V. ker., Guszev [ma: Sas] u. 28., lebontották, 1997 óta a Fővárosi Képtárban található)
- Parlamenter-emlékmű (Steinmetz kapitány) (kétalakos bronz, 1949, Vecsés, 1956-ban ledöntötték, 1957-ben új, egyalakos bronz, 1993 óta a budatétényi Szoborparkban)
- A Szabad Nép-székház domborműve (mészkő, 1949, Budapest, VIII. ker., József krt. 1991-ben lebontották (Beck Andrással, Kerényi Jenővel)
- Sztálin-szobor (bronz, mészkő talapzattal, 1951, Budapest, Dózsa György út, 1956-ban ledöntötték). A szobor épen  és 1956 után  A Sztálin szoborpályázat (1951) anyagát lásd
- Nő mandulaággal (dombormű, 1955, Zalaegerszeg)
- Felszabadulási emlékmű (1955, Kaposvár)
- Anya gyermekkel és labdával (1956, Budapest, Kelenföldi lakótelep)
- Domborművek (terrakotta, 1956, Kazincbarcika) Kévekötő és Munka után című terrakotta domborművei balkondíszként Kazincbarcikán, az Egressy út 23. és 25. és Rákóczi tér 2-4. számú házak homlokzatán. Köztérkép.hu
- Barátság emlékmű, 1957. Veszprém József Attila utca
- Labdarúgók (bronz, 1958, Budapest, Népstadion, Felvonulás út)
- Táncoló lányok (A két lányalakot megformázó szobor 1942-készült. A várpalotai Jó Szerencsét Művelődési Ház előtt helyezték el 1959-ben.)
- Számoló kislány (bronz, 1959, Budafok)
- Richard Wagner (mészkő, 1960, Budapest, Operaház)
- Mihail Ivanovics Glinka (mészkő, 1960, Budapest, Operaház)
- Felszabadulási emlékmű (bronz, 1961, Székesfehérvár, lebontva)
- Dalosok (bronz, 1961, Szigetszentmiklós, Csepel Autógyár Művelődési Ház)
- Anyaság (bronz, 1961, Jakarta)
- Gyermekét tápláló anya (mészkő, 1963, Budapest, XI. ker., Vegyész u.)
- Jurisics Miklós (bronz, 1963, Kőszeg, vár)
- Kőműves Kelemenné-dombormű (terrakotta, 1964, Budapest, XI. ker., Egry J. Általános Iskola)
- Ülő nő (mészkő, 1964, Budapest, XIV. ker., Kacsóh P. úti lakótelep)
- Korsós lány (bronz, 1964, Vác, Ady Endre sétány)
- Kígyóölő (bronz, 1964, Hatvan, Magyar Szocialista Munkáspárt székháza)
- Fiatalok (Húszévesek lettünk) Miskolc, Könyves Kálmán utca 19.
- Táncoló lány (bronz, 1965, Veszprém, Vegyipari Egyetem Diákszálló)
- Kétfigurás kompozíció (bronz, 1966, Miskolc, Kilián lakótelep)
- Fésülködő női akt (bronz, 1966, Kalocsa, Szabadtéri Színpad)
- Rózsa Ferenc-emlékkút (bronz, 1966, Budapest, VII. ker., Rózsa F. u.)
- Szoptató anya (mészkő, 1967, Budapest, XIV. ker., Ilka u., Apáthy I. Kórház)
- Korsós nő (1967, Veszprém, Wartha Vince utca)
- Derkovits Gyula-portré (bronz, 1969, Szeged, Pantheon)
- Fekvő nő (haraszti mészkő, 1969, Budapest, Szabolcs u., Orvostovábbképző Intézet)
- Kislány ugrókötéllel (bronz, 1969, Budapest, Országos Korányi TBC Intézet)
- Szovjet hősi emlékmű (bronz, 1970, Budapest, XVI. ker., Hősök tere, lebontották, 1992 óta a Szoborparkban)
- Segner János András-portrédombormű (kő, 1970, Szeged, Pantheon)
- Csortos Gyula-síremlék (kő, 1970, Budapest, Kerepesi temető)
- Lenin (bronz, 1970, Pécs, lebontották)
- Ruhafacsaró (bronz, 1970, Budapest, XII. ker., Nagy J. u., Magyar Szocialista Munkáspárt Pest megyei Bizottsága) A szobor kisplasztikája

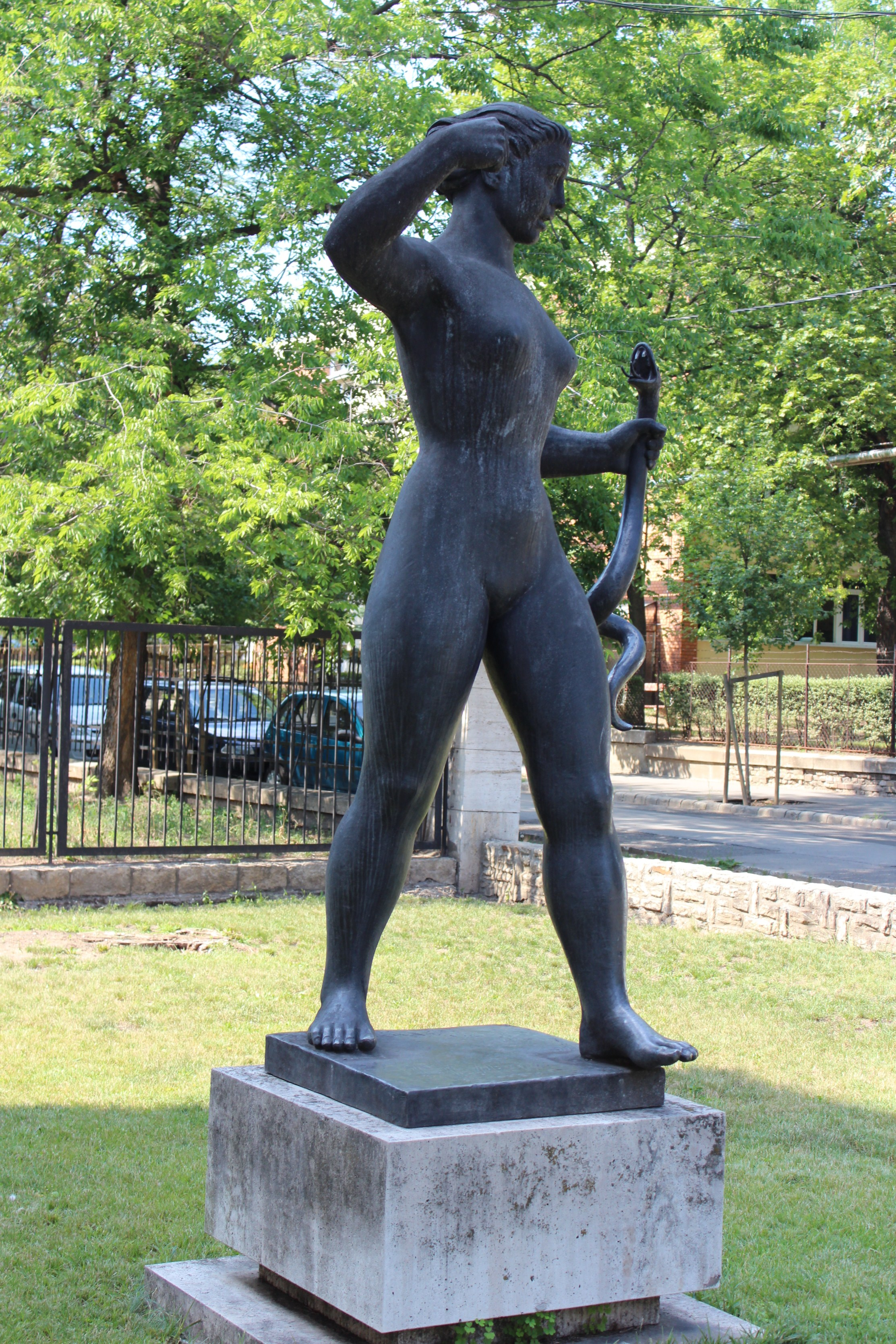
Küzdelem

- 700 éves emlékmű (bronzdombormű, 1971, Győr)
- Bokányi Dezső-portré (haraszti mészkő, 1971, Budapest, Dózsa Gy. út, Építők Szakszervezete)
- Női figura (bronz, 1971, Felsőgöd, transzformátorállomás)
- Küzdelem (bronz, 1972, Budapest, XIV. ker., Uzsoki u.) A szobor 1947. évi kisplasztikája
- Lenin-portré (gipsz, 1972, Budapest, Igazságügyi Minisztérium)
- Zrínyi Ilona (carrarai márvány, 1972, Kaposvár, Általános Iskola)
- Nő könyvvel (carrarai márvány, 1973, Diósjenő, Művelődési Ház)
- Segner János András-portré (bronz, 1974, Debreceni Orvostudományi Egyetem)
- Korsós nő (bronz, 1974, Baja)
- Felszabadulási emlékmű (bronz, 1974, Abony)
- Kétfigurás kompozíció (bronz, 1975, Helsinki, magyar nagykövetség)
- Olvasó nő (mészkő, 1975, Mosonmagyaróvár, Fémszerelvénygyár)
- Mányoki Ádám-portré (mészkő, 1975, Szokolya, községi tanács)
- Három tavasz (bronz, 1976, Debrecen)
- Segner János András-portrédombormű (kő, 1977, Halle)
- Jean Henri Dunant-dombormű (márvány, bronz, 1978, Budapest, V. ker., Arany János u., Magyar Vöröskereszt)
- Demjén Attila-síremlék (portrédombormű, bronz, kő, 1978, Budapest, Farkasréti temető)
- Séllyei István- és Kocsi Csergő Bálint-portrédombormű (bronz, 1978, Pápa, Petőfi Sándor Gimnázium)Emléktábla (Március 15. tér, Református gimnázium falán)
- Zászlós fiú (Tanácsköztársasági emlékmű) (kő, bronz, 1979, Veszprém)
- Áprily Lajos-portré (bronz, 1981, Visegrád)
- Korsóvivő (bronz, 1984, Bercel, Pihenőpark)
- Pfeifer Ignác-portré (bronz, 1984, Budapesti Műszaki Egyetem)
- Táncoló lányok (bronz, 1984, Budapest, XVI. ker., Szolnoki u.)
- Ülő nő, Mikus Sándor-síremlék (mészkő, 1985, Budapest, Kerepesi temető).

### Kisplasztikái
- Mosakodó,
- Fésülködő nő,
- Mezítlábas asszony
- Számoló kislány
- Anya gyermekével. (mészkő) Magyar Nemzeti Galéria Archiválva 2023. március 29-i dátummal a Wayback Machine-ben

### Síremlékek
- Csortos Gyula (Kerepesi temető 10-7-32).
- Stark Béla (Kerepesi temető 35-1-84)
- Saját síremléke (Kerepesi temető 42/1).

### Érmei
- Cuoco
- Kata
- Pátzay Pál (1934)
- Rippl-Rónai József érem (1937)
- Emlékéremterv, női alakos (1969)